# Milionia pryeri
Milionia pryeri là một loài bướm đêm trong họ Geometridae.